# Gerhard Garweg
Gerhard Garweg (* 18. Juni 1929 in Stockelsdorf; † 10. September 2024) war ein deutscher Anatom und Hochschullehrer.

## Leben
Garweg studierte zunächst Theologie und dann von 1952 bis 1958 an der Georg-August-Universität Göttingen und der Albert-Ludwigs-Universität Freiburg Medizin. Anschließend nahm er einen Lehrauftrag an der Rheinischen Friedrich-Wilhelms-Universität Bonn wahr, an der er im März 1966 mit der Arbeit Beitrag zur Pathologie des Nervensystems beim Alloxandiabetes des Hundes zum Dr. med. promoviert wurde. 1972 war er am Bonner anatomischen Institut tätig; 1974 habilitierte er sich ebenda mit dem Thema Histoautoradiographische und biochemische Untersuchungen über die Verwertung der Isomeren des Prolins im Gehirn der Maus.
Garweg war von 1975 bis 1982 als Professor der Anatomie an der Universität Hamburg. 1982 kehrte er der Wissenschaft den Rücken und wurde praktischer Arzt in Hamburg. Er war ab 2001 und bis ins hohe Alter auf den Inseln Amrum, Pellworm und Wangerooge, in Wismar und in Gerwisch häufig in Vertretung als Hausarzt tätig.
Garweg engagierte sich ab den 90er Jahren – zusammen mit anderen niedergelassenen Hamburger Ärzten – für den Verein „Kurdistan-Hilfe“.
Er hatte zusammen mit seiner Frau Maria sechs Kinder, darunter den mutmaßlichen RAF-Terroristen Burkhard Garweg.

## Mitgliedschaften
Garweg war u. a. Mitglied der Anatomischen Gesellschaft.

## Veröffentlichungen (Auswahl)
- Beitrag zur Pathologie des Nervensystems beim Alloxandiabetes des Hundes, Bonn 1966.